# Convair XB-53
Convair XB-53 — предложенный реактивный средний бомбардировщик, разработанный Convair для ВВС США. Благодаря радикальной бесхвостой конструкции крыла с прямой стреловидностью самолёт выглядел футуристическим; однако проект был отменён до того, как был завершён любой из двух прототипов.

## Дизайн и разработка
Первоначально проект получил обозначение XA-44 в 1945 году под старой категорией «штурмовик». Необычная конструкция крыла с обратной стреловидностью, оснащенная тремя турбореактивными двигателями J35-GE , проект разрабатывался параллельно с Convair XB-46 . Первоначальная конструкция имела крыло с прямой стреловидностью 12 ° и сплошной носовой частью, но когда в 1946 году армейские ВВС преобразовали требования к усовершенствованному штурмовику в требование к легкому бомбардировщику, самолёт был переименован в XB-53, а крыло изменено. с стреловидностью вперед 30 ° и поперечным углом 8 ° , заимствованным из немецких исследований военного времени, а также с застекленной носовой частью. Стреловидная конфигурация дала бы самолёту большую скороподъемность и маневренность. В какой-то момент это выглядело достаточно многообещающе для армейских ВВС, чтобы рассмотреть вопрос об отмене XB-46 в пользу XA-44, поскольку не было достаточного финансирования для обоих.
Классифицируемый как средний бомбардировщик, XB-53 должен был нести до 12 000 фунтов бомб, а также 40 высокоскоростных авиационных ракет (HVAR), установленных на пилонах под крылом.
Convair выступала за завершение прототипа XB-46 в качестве летающего испытательного стенда без вооружения и другого оборудования и с заменой двух XA-44 на два других планера B-46 по контракту. ВВС ратифицировали это в июне 1946 года, но проект не получил развития, и дополнительные B-46 не были построены. Программа XB-53 была возобновлена в феврале 1949 года, но ненадолго.

## Технические характеристики (оценка XB-53)
Общие характеристики
- Экипаж: четыре
- Длина: 79 футов 5 дюймов (24,2 м)
- Размах крыла: 80 футов 9 дюймов (24,6 м)
- Высота: 23 фута 8 дюймов (7,22 м)
- Площадь крыла: 1370 кв. футов (127 м 2)
- Пустой вес: 31 760 фунтов (14 406 кг)
- Максимальный взлетный вес: 60 000 фунтов (27 216 кг)
- Силовая установка: 3 турбореактивных двигателя Allison J35 с тягой 4000 фунтов силы (18 кН) каждый

Спектакль
- Максимальная скорость: 500 узлов (580 миль/ч, 930 км/ч)
- Диапазон: 1700 миль (2000 миль, 3200 км)
- Практический потолок: 44 000 футов (13 000 м)

Вооружение
Бомбы: 12000 фунтов (5443 кг)